# Accidente ferroviario de General Lemos de 2000
El accidente ferroviario de General Lemos fue un siniestro el ocurrido el 23 de octubre del año 2000 a 150 metros de dicha estación, donde dos formaciones pertenecientes a la Línea Urquiza, concesionada por la empresa Metrovías, colisionaron entre sí. El hecho ocurrió a las 8:50 de la mañana y dejó como saldo 2 pasajeras fallecidas y una docena de heridos.

## Hechos
Una formación eléctrica identificada como equipo 4, que había partido de la estación Federico Lacroze, se encontraba próxima a arribar a la estación General Lemos. Justo en ese momento, otra formación eléctrica, identificada como equipo 12, se encontraba partiendo de dicha estación. En la zona de cambios de vías, la formación proveniente de Lacroze impactó el lateral de la otra. En menos de 10 minutos, los servicios de emergencia estaban a disposición de los heridos

## Causas
En un principio se barajó la posibilidad de un desperfecto técnico, lo que impidió frenar a uno de los trenes y evitar la colisión. De igual manera, se barajó la posibilidad de una posible falla en las señales ferroviarias. El procedimiento permite que el tren que sale rumbo a Lacroze, inicialmente por el riel derecho, cambie al izquierdo a unos 150 metros de la estación para despejar la vía que entonces ocupará el que llega a Lemos.
El vocero de Metrovías, Juan Bautista Ordóñez, explicó que el tren que se dirigía a la Capital Federal fue embestido en el coche furgón, en el que no viajaban más de 15 personas,  "por lo cual la magnitud de este lamentable hecho no ha sido mayor. Los coches llevan hasta 150 pasajeros".
Peritos de la Policía de la provincia de Buenos Aires y bomberos iniciaron los trabajos para analizar las causas del accidente y elevar un informe a la justicia.

## Comunicado de la empresa
La empresa concesionaria Metrovías, por medio de un comunicado, expresó; 
"el hecho se produjo en una zona de cambios de vías cuando una formación que ingresaba a la estación General Lemos colisionó lateralmente con el cuarto vagón de la formación (que tiene un total de seis) que salía en dirección a la estación de Federico Lacroze"
Según señalaron en la empresa, en ese lugar hay un cambio de vías, por el cual un tren ingresaba al canal por donde salía el que se dirigía a la Capital. Apenas ocurrido el hecho, cinco dotaciones de bomberos del partido de San Miguel llegaron al lugar para rescatar a las víctimas, muchas de ellas aprisionadas en los hierros de los coches.

## Consecuencias
Como consecuencia, ambos trenes descarrilaron y el servicio estuvo limitado por varias horas. Agregado a esto, la colisión provocó la muerte de 2 pasajeras que se encontraban en el coche furgón, e hirió a otros 12 pasajeros. 